# Championnat du Japon de football 1983
Le Championnat du Japon de football 1983 est la dix-neuvième édition de la Japan Soccer League. 

## Classement de la première division
| Pos | Club              | Pts | J  | G  | N | D  | Bp | Bc | Diff | Note                                  |
| --- | ----------------- | --- | -- | -- | - | -- | -- | -- | ---- | ------------------------------------- |
| 1   | Yomiuri           | 27  | 18 | 12 | 3 | 3  | 27 | 13 | +14  | Champion                              |
| 2   | Nissan            | 25  | 18 | 11 | 3 | 4  | 28 | 17 | +11  |                                       |
| 3   | Fujita Industries | 21  | 18 | 7  | 7 | 4  | 18 | 15 | +3   |                                       |
| 4   | Yamaha Motors     | 19  | 18 | 7  | 5 | 6  | 25 | 20 | +5   |                                       |
| 5   | Yanmar Diesel     | 19  | 18 | 6  | 7 | 5  | 19 | 21 | -2   |                                       |
| 6   | Mitsubishi Motors | 16  | 18 | 6  | 4 | 8  | 17 | 16 | +1   |                                       |
| 7   | Furukawa Electric | 15  | 18 | 6  | 3 | 9  | 13 | 15 | -2   |                                       |
| 8   | Honda             | 14  | 18 | 4  | 6 | 8  | 17 | 23 | -6   |                                       |
| 9   | Hitachi           | 12  | 18 | 3  | 6 | 9  | 14 | 22 | -8   | Barrage de promotion-relégation D1/D2 |
| 10  | Mazda             | 12  | 18 | 5  | 2 | 11 | 15 | 31 | -16  | Relégué en D2                         |

## Barrage de promotion-relégation D1/D2
| JSL Division 1 | Aller | Retour | JSL Division 2 |
| -------------- | ----- | ------ | -------------- |
| Hitachi        | 3-2   | 1-0    | Sumitomo       |

Hitachi se maintient en D1.

## Classement des buteurs de la D1
| Joueur    | Nombre de buts |
| --------- | -------------- |
| Ruy Ramos | 13             |

## Classement de la deuxième division
| Pos | Club                   | Pts | J  | G  | N | D  | Bp | Bc | Diff | Note                                              |
| --- | ---------------------- | --- | -- | -- | - | -- | -- | -- | ---- | ------------------------------------------------- |
| 1   | Nippon Kokan           | 30  | 18 | 13 | 4 | 1  | 39 | 12 | +27  | Champion de D2, promu en D1                       |
| 2   | Sumitomo               | 24  | 18 | 8  | 8 | 2  | 33 | 27 | +6   | Barrage de promotion-relégation D1/D2             |
| 3   | Toshiba                | 20  | 18 | 8  | 4 | 6  | 38 | 23 | +15  |                                                   |
| 4   | New Japan Steel        | 19  | 18 | 7  | 5 | 6  | 29 | 21 | +8   |                                                   |
| 5   | Toyota Motors          | 19  | 18 | 7  | 5 | 6  | 23 | 30 | -7   |                                                   |
| 6   | Tanabe Pharmaceuticals | 18  | 18 | 7  | 4 | 7  | 29 | 29 | 0    |                                                   |
| 7   | Fujitsu                | 15  | 18 | 6  | 4 | 8  | 26 | 26 | 0    |                                                   |
| 8   | Kofu Club              | 14  | 18 | 4  | 6 | 8  | 29 | 40 | -11  |                                                   |
| 9   | Toho Titanium          | 12  | 18 | 5  | 2 | 11 | 21 | 42 | -21  | Barrage promotion-relégation D2/Séries régionales |
| 10  | Saitama Teachers       | 9   | 18 | 4  | 1 | 13 | 14 | 28 | -14  | Relégué en séries régionales                      |

## Barrage promotion-relégation D2/Séries régionales
| JSL 2         | Aller | Retour | Séries régionales                         |
| ------------- | ----- | ------ | ----------------------------------------- |
| Toho Titanium | 1-2   | 0-0    | Matsushita (Second des Séries régionales) |

Toho Titanium est relégué en séries régionales, Matsushita est promu en D2.